# NGC 7346
NGC 7346 est une galaxie elliptique relativement éloignée, située dans la constellation de Pégase. Sa vitesse par rapport au fond diffus cosmologique est de 11 116 ± 46 km/s, ce qui correspond à une distance de Hubble de 164,0 ± 11,5 Mpc (∼535 millions d'al). NGC 7346 a été découverte par l'astronome allemand Albert Marth en 1864.